# كارل تريسي هاولي
كارل تريسي هاولي (بالإنجليزية: Carl Tracy Hawley)‏ هو نحات ورسام أمريكي، ولد في 1873، وتوفي في 1945.